# Lynette Vai
Lynette Vai (* 21. Juli 1998 in Port Moresby) ist eine papua-neuguineische Squashspielerin.

## Karriere
Lynette Vai vertrat bereits 2014 Papua-Neuguinea bei den Commonwealth Games in Glasgow. Im Einzel schied sie in der ersten Runde gegen Laura Massaro aus und kam sowohl im Doppel mit Eli Webb und im Mixed mit Madako Junior Suari nicht über die Vorrunde hinaus. Ein Jahr darauf gewann Vai bei den Pazifikspielen in ihrer Geburtsstadt Port Moresby im Einzel-, Doppel- und Mannschaftswettbewerb insgesamt drei Goldmedaillen. Im Mixed sicherte sie sich Bronze. Mit ihren Goldmedaillen wurde sie gleichzeitig auch mehrfache Ozeanienmeisterin.
Bei den Commonwealth Games 2018 in Gold Coast schied Vai im Einzel in der zweiten Runde gegen Joshna Chinappa aus. Im Mixed scheiterte sie mit Suari erneut in der Gruppenphase. Nach einer Turnierteilnahme in der Qualifikation 2014 absolvierte Vai zwischen Juli und September 2018 vier Turnierteilnahmen auf der PSA World Tour, scheiterte aber stets in der ersten Runde. In der Weltrangliste erreichte sie daraufhin im Oktober 2018 ihre beste Platzierung mit Rang 193.

## Erfolge
- Ozeanienmeisterin: 2015
- Ozeanienmeisterin im Doppel: 2015
- Ozeanienmeisterin mit der Mannschaft: 2015